# Ospizio Bernina
Ospizio Bernina (dříve Bernina-Hospiz) je železniční stanice ve švýcarském kantonu Graubünden. Nachází se na Berninské dráze v nadmořské výšce 2253 m n. m. a díky tomu je nejvýše položenou železniční stanicí v síti Rhétské dráhy. Zvláštností stanice v průsmyku Bernina je krytá točna pro sněhovou frézu.

## Poloha
Stanice se nachází v průsmyku Bernina v nejvyšším bodě Berninské dráhy na břehu jezera Lago Bianco, v katastru obce Poschiavo. Východně od stanice se u silnice nachází hospic Bernina. Ve vzdálenosti 2,3 km jihovýchodně od stanice se nachází vrchol Piz Campasc (2598 m n. m.).

## Historie
1. června 1909 byla stanice uvedena do provozu s prodloužením Berninské dráhy z Pontresiny přes Morteratsch. Dne 5. července 1910 byla dokončen chybějící úsek z průsmyku Bernina přes Alp Grüm do Poschiava. Trať byla od počátku elektrifikována. Z doby výstavby stanice se dochovala úřednická budova z roku 1912, kterou navrhl architekt Nicolaus Hartmann, a trafostanice. Původně nesla stanice oficiálně německý název Berninahospiz.
V roce 1925 byla nádražní budova podle plánů Nicolause Hartmanna také rozšířena. Z jeho návrhů pochází i zastřešená točna, která byla rovněž postavena v rámci rozšíření stanice. Hartmann plánoval také stavbu další stanice na berninské dráze, Alp Grüm.

## Zařízení
Soubor budov, který tvoří výpravní budova s restaurací, trafostanice, úřednická budova a vagonka, tvoří „železniční historicky významný soubor Bernina-Hospiz“. Nádražní budova je neoklasicistní stavba s trojúhelníkovým štítem obráceným ke kolejišti, který dal budově zvláštní šířku. Budova je dvoupodlažní a má sedlovou střechu s bočními rizality. Vzhled budovy je charakteristický použitím materiálů z lomového kamene pro fasádu. Nádražní budovu postavil v roce 1912 Nicolaus Hartmann.
V jižní části nádražního areálu se nachází soubor sestávající z úřednické rezidence z roku 1912, trafostanice a vozovny s točnou rovněž od Nicolause Hartmanna. Úřednická budova je postavena v engadinském stylu s asymetrickou formou a má otevřené schodiště s cihlovou balustrádou. Stavebně byla připravena přístavba, která však nebyla realizována. Severozápadně od přijímací budovy se nachází plochostropá budova postavená pravděpodobně ve 30. letech 20. století jako sídlo dělníků elektrárny Lago Bianco, která byla ovlivněna Novou vlnou; plochostropá budova pod vozovnou sloužila jako čerpací stanice elektrárny.
Stanice má tři průjezdné koleje; točna se nachází v jižní části stanice. Staniční budova je východně od kolejiště; nachází se v ní restaurace s možností přenocování.

## Galerie

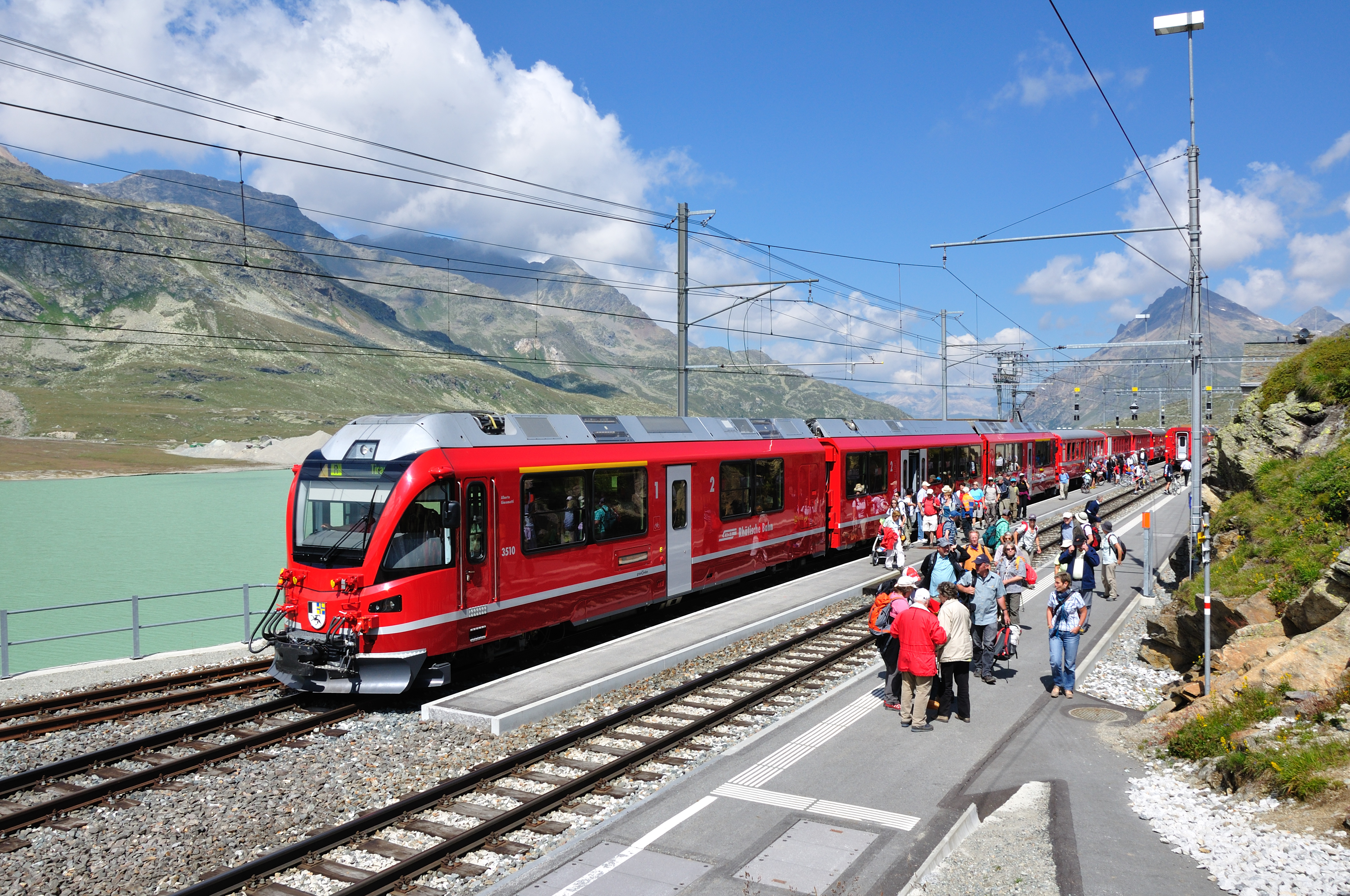
Stanice s osobním vlakem, vedeným jednotkou Allegra
Panoramatický pohled na okolí stanice
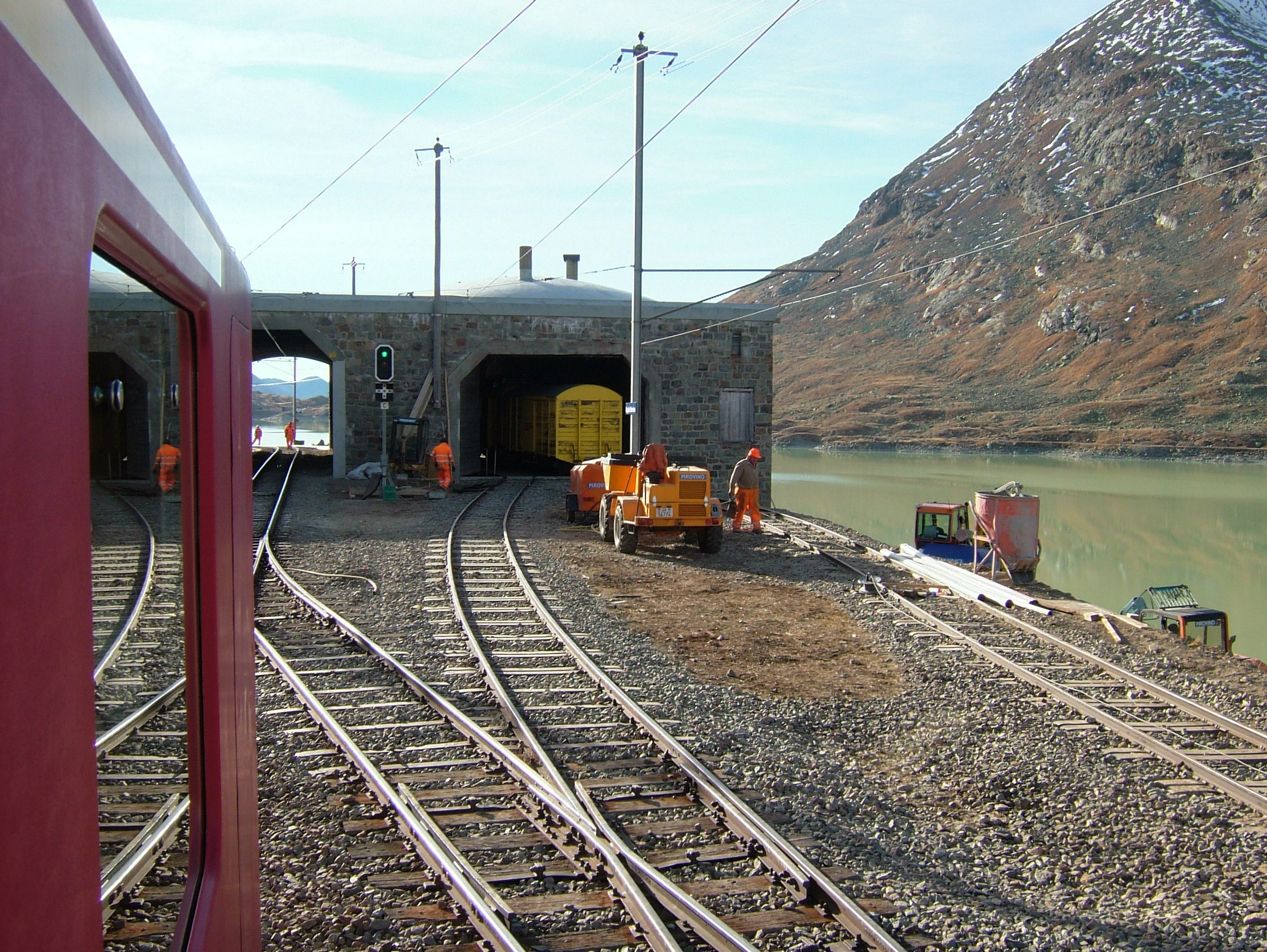
Odjezd ze stanice okolo remízy pro sněžnou frézu
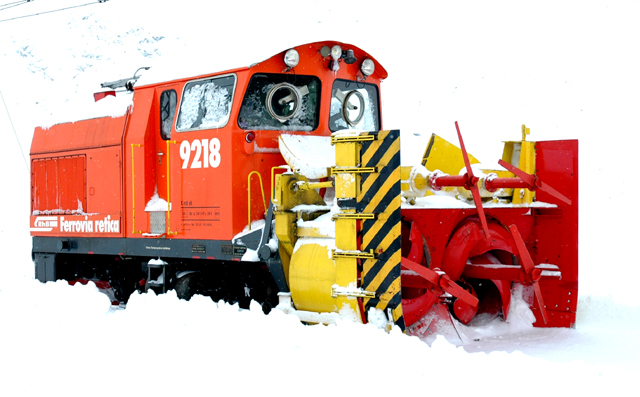
Sněžná fréza Xrot et 9218 ve stanici
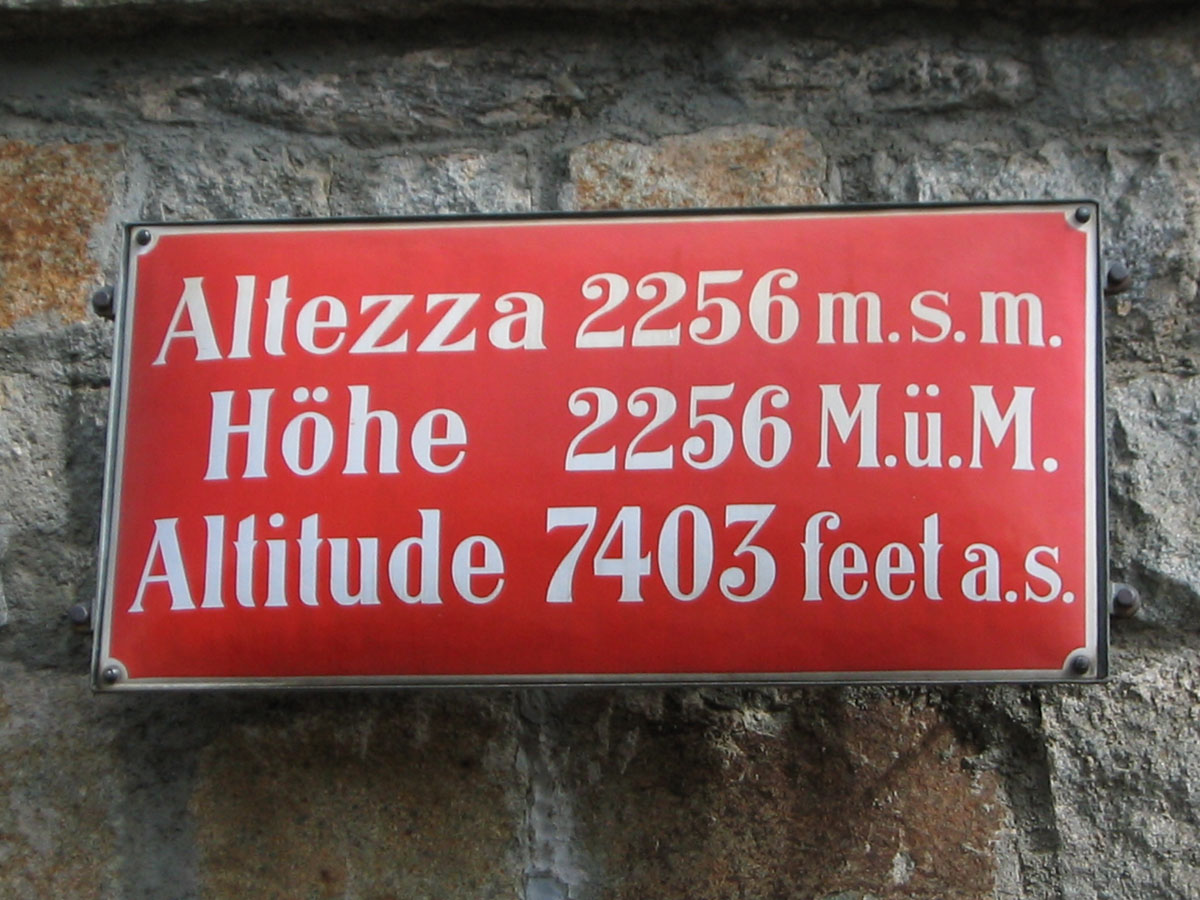
Tabule s nadmořskou výškou ve stanici
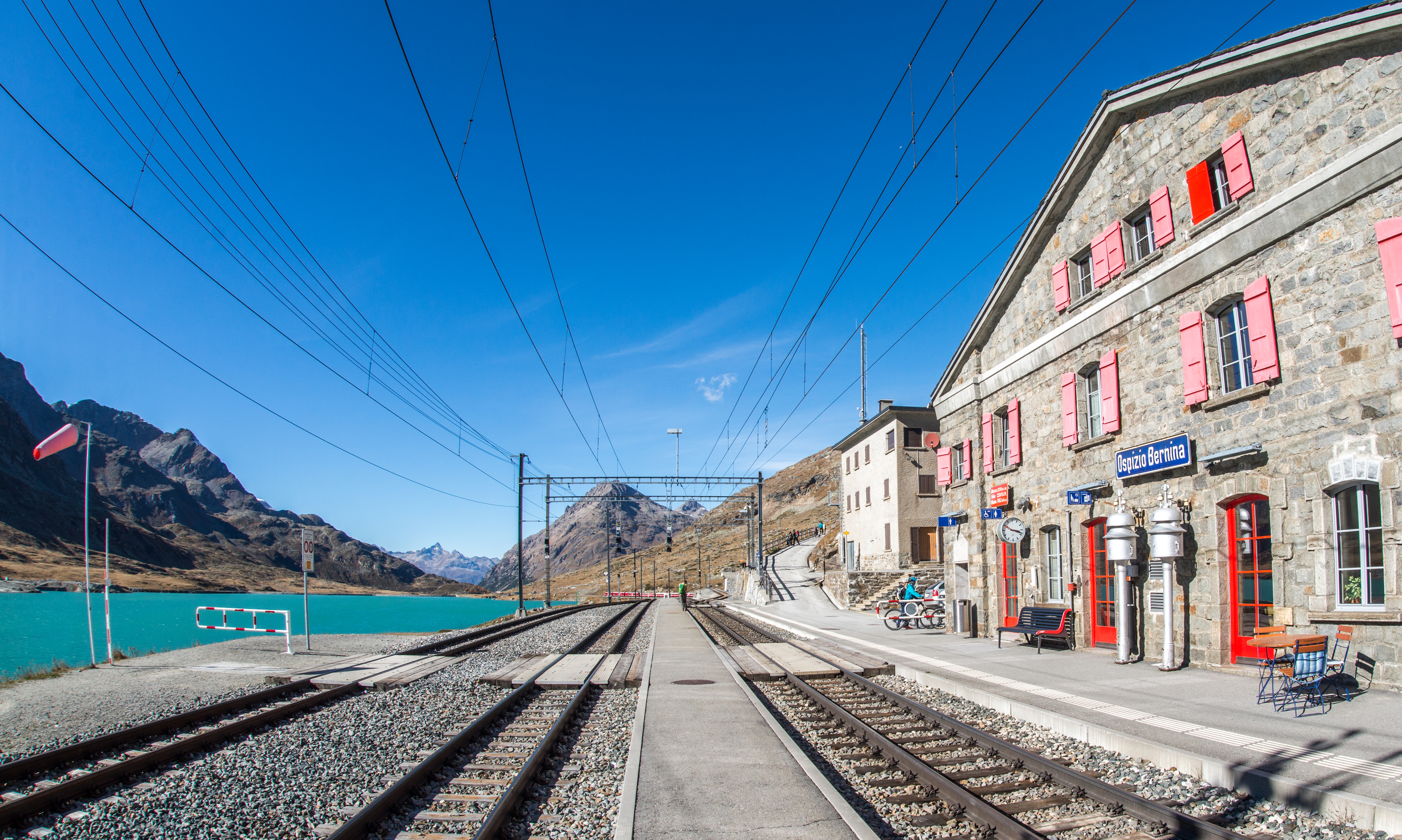
Stanice v roce 2017